# Dödskänd
Dödskänd (originaltitel Dead Famous) är en satirisk roman av engelsmannen Ben Elton som kom ut 2001.
Dödskänd handlar om några personers liv i en dokusåpa, som är misstänkt lik Big Brother, med namnet "Husarrest". Huset är helt TV-övervakat, men ändå blir någon mördad utan att någon ser det. Kriminalare Coleridge tar sig an fallet, men det blir svårare än han tror.